# Sant Iscle i Santa Victòria de Centenys
Sant Iscle i Santa Victòria és una església romànica al veïnat rural de Centenys del municipi obra d'Esponellà (el Pla de l'Estany) protegida com a bé cultural d'interès local.

## Descripció
La construcció, enmig d'unes poques edificacions, és d'una sola nau amb absis semicircular poc sortit amb finestra de doble esqueixada. Amb posterioritat s'hi afegiren dues capelles laterals situades a la banda nord i la sagristia que amaga la meitat de l'absis. La nau presenta els murs amb carreus ben tallats, cornisa de pedra i volta de canó apuntada també de carreus. La portada situada a ponent és d'arc adovellat de mig punt amb llinda i timpà. Hi ha un cor, afegit segurament del segle xviii. D'aquesta època serien també les dues capelles laterals i el campanar actual de planta quadrada i coberta piramidal que substitueix l'original d'espadanya. L'actual coberta es troba recrescuda amb unes golfes que haurien tingut ús defensiu. Es conserven les espitlleres.

## Història
El lloc és esmentat l'any 923 amb el topònim "Cantens" i "Sentens". L'any 1001 Centenys pertanyia al monestir de Cuixà. En el mur de l'esquerra, mirant l'altar, hi ha una làpida amb l'any 1331, on hi consta que Joan Mitjavila, mercader de València, amb orígens en aquesta parròquia, va pagar una custòdia de plata i va donar una làmpada votiva.